# Cladochaeta inversa
Cladochaeta inversa är en tvåvingeart som först beskrevs av Walker 1861.  Cladochaeta inversa ingår i släktet Cladochaeta och familjen daggflugor. Inga underarter finns listade i Catalogue of Life.